# Pouteria aubrevillei
Pouteria aubrevillei är en tvåhjärtbladig växtart som beskrevs av Luciano Bernardi. Pouteria aubrevillei ingår i släktet Pouteria och familjen Sapotaceae. Inga underarter finns listade i Catalogue of Life.